# José Tirado
José Tirado – wenezuelski judoka.
Srebrny medalista igrzysk Ameryki Środkowej i Karaibów w 1990 roku.